# Álex del Castillo
Alex Del Castillo (Cali, Valle del Cauca, Colombia; 14 de marzo de 1977) es un exfutbolista colombiano. Jugaba como volante derecho.

## Clubes
| Club                 | País     | Año         |
| -------------------- | -------- | ----------- |
| América de Cali      | Colombia | 1998        |
| Deportes Quindío     | Colombia | 1999        |
| Millonarios          | Colombia | 2000 - 2001 |
| Real Cartagena       | Colombia | 2001 - 2002 |
| Cortuluá             | Colombia | 2003        |
| Atlético Bucaramanga | Colombia | 2004        |
| Espoli               | Ecuador  | 2004 - 2005 |
| Deportivo Pasto      | Colombia | 2006        |
| Cúcuta Deportivo     | Colombia | 2007        |
| Junior               | Colombia | 2008        |
| América de Cali      | Colombia | 2009        |
| Deportivo Pasto      | Colombia | 2009        |
| Deportivo Pereira    | Colombia | 2010        |
| Millonarios          | Colombia | 2010        |
| América de Cali      | Colombia | 2011        |
| Boyacá Chicó         | Colombia | 2012        |